# Andrzej Dunin Karwicki (zm. 1678)
Andrzej Dunin Karwicki herbu Łabędź (zm. w 1678) – surogator grodzki krakowski w 1677 roku, podstarości i sędzia grodzki krakowski w latach 1676–1677, podstarości sandomierski w 1672 roku, sędzia grodzki sandomierski w 1668 roku, podstarości radomski w 1666 roku, sędzia grodzki 
radomski w 1664 roku, sędzia grodzki opoczyński w 1660 roku, podstarości opoczyński w 1658 roku, pisarz grodzki opoczyński w 1651 roku, komornik graniczny w 1665 roku.
Deputat sądu skarbowego województwa sandomierskiego w 1658 roku. Był deputatem na Trybunał Główny Koronny w 1664 roku, deputat województwa sandomierskiego na Trybunał Główny Koronny w 1672 roku. Poseł sejmiku opatowskiego na sejm 1665 roku, poseł nieznanego sejmiku na sejm 1667 roku. Poseł sejmiku opatowskiego województwa sandomierskiego na sejm jesienny 1666 roku. Poseł na sejm nadzwyczajny 1670 roku z województwa sandomierskiego.
Jako poseł na sejm konwokacyjny 1674 roku z województwa sandomierskiego był członkiem konfederacji generalnej zawiązanej 15 stycznia 1674 roku na tym sejmie. Był elektorem Jana III Sobieskiego z województwa sandomierskiego w 1674 roku. Poseł sejmiku proszowickiego województwa krakowskiego na sejm 1677 roku. Poseł województwa krakowskiego na sejm grodzieński 1678–1679 roku.